# Občina Cerkvenjak
Občina Cerkvenjak (slovinsky Občina Cerkvenjak, německy  Gemeinde Kirchberg in den Windischen Büheln) je jednou z 212 občin ve Slovinsku. Nachází se v Podrávském regionu na území historického Dolního Štýrska. Občinu tvoří 15 sídel, její rozloha je 24,5 km² a k 1. lednu 2017 zde žilo 2 074 obyvatel. Správním střediskem občiny je vesnice Cerkvenjak.

## Členění občiny
Občina se dělí na sídla:
- Andrenci
- Brengova
- Cenkova
- Cerkvenjak
- Cogetinci
- Čagona
- Grabonoški Vrh
- Ivanjski Vrh
- Kadrenci
- Komarnica
- Peščeni Vrh
- Smolinci
- Stanetinci
- Vanetina
- Župetinci